# ただ、君を愛してる
『ただ、君を愛してる』（ただ きみをあいしてる）は、2006年10月28日に公開された日本の恋愛映画である。副題は『HEAVENLY FOREST』。
原作は、映画『恋愛寫眞』のコラボレーション企画として執筆された市川拓司の『恋愛寫眞 もうひとつの物語』。
主演は、玉木宏、宮﨑あおい。

## あらすじ
誠人は、成長したある女性と再会するためにニューヨーク・ブルックリン橋の側で立っていた。
大学生の誠人には大きなコンプレックスがあった。誠人は子供のころから腹部に病気を抱えていてずっと塗り薬を使っていた。その塗り薬の匂いは無臭にもかかわらず、誠人は臭い匂いがすると勘違いしていた。それが原因で誠人は他人と接することができないでいた。
ある日、誠人は静流と出会う。静流は信号のない横断歩道を渡ろうとして佇んでいた。静流は片手を高くあげて渡る意思を表していたが、車はなかなか止まってくれない。そんな姿を見かねた誠人が静流に話しかけてこう言った。「もうちょと先に押しボタン式の信号があるよ」と。静流は不思議そうな顔をして誠人を見つめた。静流の不思議な行動が気になった誠人は思わずカメラのシャッターを切った。これが誠人と静流の最初の出会いだった。
静流も、誠人といつもいっしょにいたい気持ちから、カメラを手にするようになる。
そんな二人は毎日のように森へ写真撮影に出掛けていく。しかし、誠人は同級生のみゆきに想いを寄せていた。
いつも一緒にいるのに静流のことは女の子として見ていない誠人。
そして、静流は「誕生日」プレゼントの代わりとして、誠人に「キスして」とお願いをする。
それは「生涯ただ一度のキス、ただ一度の恋」になる事を静流は分かっていた。

## 概要
同じ市川拓司原作である『いま、会いにゆきます』に興行成績では及ばなかったが、作品の完成度や観客の満足度は高い評価を受けている。特に登場から結末までの成長と変化を演じきった宮﨑あおいの演技は評価が高く、原作者の市川拓司も「宮﨑あおいさんには、自分の脳を探られたんじゃないかと思った。それか私が、宮﨑あおいが演じている姿を予知して小説にしたんじゃないかと思った。」と絶賛している。宮﨑自身もこの作品の原作を読んで、すぐに静流がどんな人間なのか頭に浮かんだと語っている。
企画当初は「天国の森で君を想う」という仮題であったが、主題歌「恋愛写真」のサビの歌詞をヒントとして「ただ、君を愛してる」という題名となったと関係者は語っている(本編公開当時に発売されたナビゲートDVDは、「天国の森の恋物語」という副題となっており、部分的に原題が復活している。）。「天国の森」は、英語化（HEAVENLY FOREST）された上で副題として残っている。

## 主な登場人物
瀬川誠人（せがわ まこと）
この作品の主人公の、男子大学生。
「匂い」に対するコンプレックスから、他人との接触を苦手としている。無神経な所はあるが、お人好しな性格（大学3年生時に、静流との同棲を決めた要因の一つ）。趣味は写真撮影で、大学卒業後はカメラマン（現在でいうフォトグラファー）に就職する。
静流とは自然と打ち解けられたものの、みゆきに片想いしていたこともあり、彼女が自身に寄せる好意には応えられずにいる。自身の本心に気付いたのは、静流の失踪後となる。静流には一蹴されたが、恋愛に関しては「片想いだって完成された恋の一つ」との持論を持つ。
終盤は、静流を追って（悪く言えば静流とみゆきの芝居に騙される形で）アメリカ合衆国に飛ぶが、現地で辛い真実を知る。真実を受け入れた後は、彼女の残した嘘に付き合うことを決心する。
里中静流（さとなか しずる）
この作品のヒロインで誠人の同級生の、女子大学生。
おかっぱ頭で眼鏡をかけ、スモックをまとった幼い風貌をしており、容姿に関しては後述の事もありコンプレックスとなっている。誠人と一緒にいたいとの思いから、カメラに興味を持つようになる。みゆきに対しては、当初は嫉妬心から敵視していたが、「好きな人が好きな人を好きになりたい」との思いから友情を築いていく。
少し気の強い性格で、誠人に悪態をつくこともままある。嘘つきな面があり、誠人をからかって遊ぶ場面もあるほか、自身の身体の秘密に関しても最期まで誠人に嘘をついたままだった。
大学4年生時に誠人からのプレゼント（これ以降は、眼鏡は使わなくなる）を受け取った直後、事情を明かさずに誠人の前から姿を消し、渡米する。渡米後は、髪を伸ばした美人に成長する。現地でカメラマンとして就職するも、持病の進行が原因で死亡する。死亡前に、現地で再会し暫く一緒に生活していたみゆきの協力を得て、手紙を送るなど自分が生きていると思われるよう工作する。
身体の成長と共に病状が進行してしまい、死に至るという特殊な病気を生まれながらに患っている。その為普段から身体の成長を抑える薬を服薬しており、薬の副作用によって容姿が年齢に反して幼く見えていた。他にもドーナツビスケットを主食とするなどで、身体の成長を抑えている（後半はビスケット以外の食事を摂るようになるが、同時に後述する薬の服薬も止めていたため、身体の成長と引き換えに寿命を縮める結果となってしまう）。ドーナツビスケットは、静流と誠人の距離を縮めたり、渡米後の職場でも関係者に振る舞う等コミュニケーションのアイテムとしても活用した。
物語中盤、自分を大人として見てくれずいつまでも子供扱いする誠人に対し、自分を一人の女性として見て貰えるように服薬を止めることを決意する。その結果、当然それを反対する父親と喧嘩になって家出し、(家出の本当の理由を知らない)誠人と同棲することとなる。
同棲の際誠人に持病の事を打ち明けるが、「恋すると死ぬ病気」と例えている。発してすぐ否定はしたものの、(誠人に恋をしたということもあって)否定したことが「嘘」だった。
原作や漫画版では成長前・成長後で容姿が大幅に変わるが、映画では、宮崎あおいが両方を演じ分けている。
富山みゆき（とやま みゆき）
この作品のもう一人のヒロインで誠人の同級生の、女子大学生。
ロングヘアの正統派な美人で、静流曰く「非の打ち所がない女性」。美貌に反して、恋愛に関しては奥手で、ロマンチストな面もある。
誠人に興味を持っており、彼を自身が所属するグループ（みゆき、関口、早樹、白浜、由香で結成）に誘う。誠人が自身に好意を抱いていたことに気付いており、彼女自身も誠人に想いを寄せていたようだが、後に誠人の想いが静流に向いていることを悟り、誠人を諦める。
静流とは恋敵であったが、友情を築いていく。静流に関しては、自身のグループには誘わなかった（原作では、静流が白浜・関口を苦手にしているのを慮ったためとされている）。大学卒業後も友情は続いており、終盤では彼女のために一芝居打つことになる。
関口恭平（せきぐち きょうへい）
誠人の同級生の、男子大学生。
誠人を子供扱いしたり静流を変人呼ばわりするなど口は悪いが、静流が渡米のために誠人の前から姿を消した際は捜索に協力するなど根はいい人。みゆきに好意を寄せている。
映画好きで、就職活動でも映画配給会社の内定を勝ち取る。
下の名前は、映画化にあたって設定された。原作では、みゆきに次いで出番が多く、誠人との関わりも映画以上に記されている。
井上早樹（いのうえ さき）
誠人の同級生の、女子大学生。
関口に好意を寄せている。
苗字は、映画化にあたって設定された。
白浜亮（しらはま りょう）
誠人の同級生の、男子大学生。
誠人が所属するグループのリーダー格で眼鏡を掛けており、やや傲慢な性格。誠人と静流の仲にいち早く気付いており、静流を誠人の彼女だと勘違いしていた。みゆきに好意を寄せている。就職活動では、国際連合職員の内定を勝ち取る。
下の名前は、映画化にあたって設定された。原作では、大学卒業後に即国際連合に就職とはいかず、大学院に進学する。
矢口由香（やぐち ゆか）
誠人の同級生の、女子大学生。
苗字は、映画化にあたって設定された。
静流の父
電話の声でのみ登場。
彼が留守番電話に入れたメッセージを誠人が聞いてしまったため、静流とみゆきの嘘がばれることになる。

## キャスト
- 瀬川誠人 - 玉木宏
- 里中静流 - 宮﨑あおい
- 関口恭平 - 小出恵介
- 井上早樹 - 上原美佐
- 白浜亮 - 青木崇高
- 矢口由香 - 大西麻恵
- 薬屋の主人 - 森下能幸
- 葛西修 - 小林すすむ
- 富山みゆき - 黒木メイサ
- 静流の父 - 小林三四郎
- 学長 - 小室正幸
- 恩田括、小林愛　ほか

## スタッフ
- 監督 - 新城毅彦
- 脚本  -坂東賢治
- 音楽 - 池頼広
- 主題歌 - 大塚愛『恋愛写真』（avex trax）
- 劇中スチル・キュレーター - 森本美絵
- 現像 - 東映ラボ・テック
- スタジオ - 東宝ビルト
- ニューヨークロケ制作 - MSS-New York, Inc.
- プロデュース - 松橋真三、野村敏哉
- 共同プロデューサー - 山田俊輔、柳崎芳夫、小池賢太郎、菅原朝也
- 企画 - 遠藤茂行、三木裕明、高木政臣、清水賢治
- 製作委員会 - STUDIO SWAN、東映、東映ビデオ、エイベックス・エンタテインメント、小学館、スカパー・ウェルシンク、SWANフィルムパートナーズ
- 支援 - 文化庁
- 製作賛助 - インディペンデント・フィルム・ファンド
- 配給 - 東映

## ロケ地
- 首都大学東京 - 誠人達が通う明京大学。
- 産業技術総合研究所（西事業所正門前） - 静流が渡ろうと試みる横断歩道。
- 釈迦堂切通し - 「天国の森」に通じる入口（実際にも私有地で立入禁止）。
- 菅沼キャンプ場 - 「天国の森」。
- 胴網海水浴場 - 誠人やみゆき達が行った海水浴場。
- 自由が丘 - 誠人が静流を駅まで送る通り道。
- 府中四谷橋 - 誠人の通学途中にある橋。
- 三井アウトレットパーク 多摩南大沢 - 誠人と静流の通学路。
- 奥沢 - 誠人の自宅周辺の道。
- 南青山 - 誠人とみゆきが行ったウェディング展会場。
- 埼玉県立大学 - 誠人が入院した病院。誠人と静流が初めて自己紹介しあう食堂。
- ブルックリン橋 - 誠人とみゆきが2年ぶりに再会する場所。
- 5番街 - 静流とみゆきが住んでいた場所。
- ロックフェラーセンター - 誠人がニューヨークで写真を撮った場所。

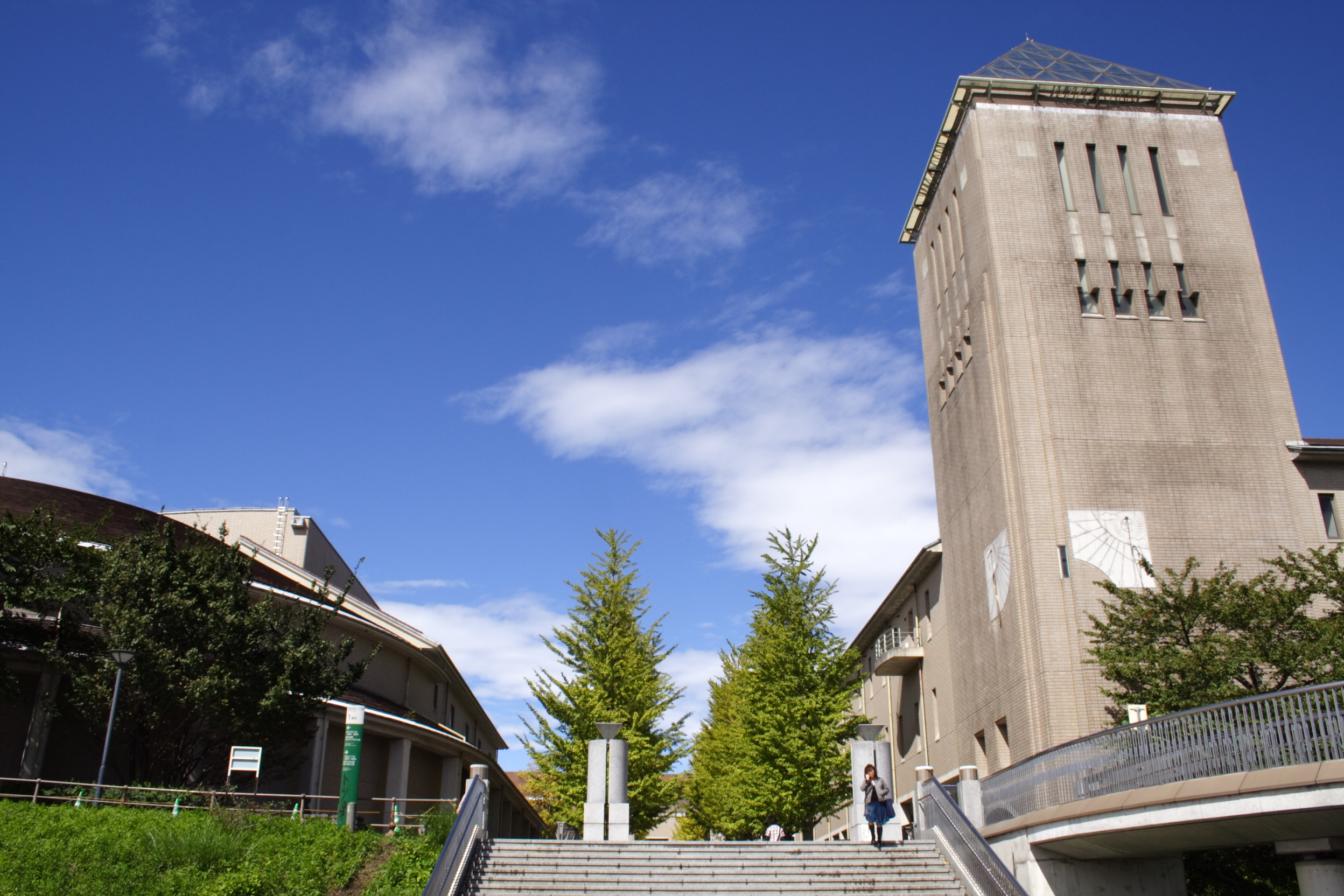
首都大学東京
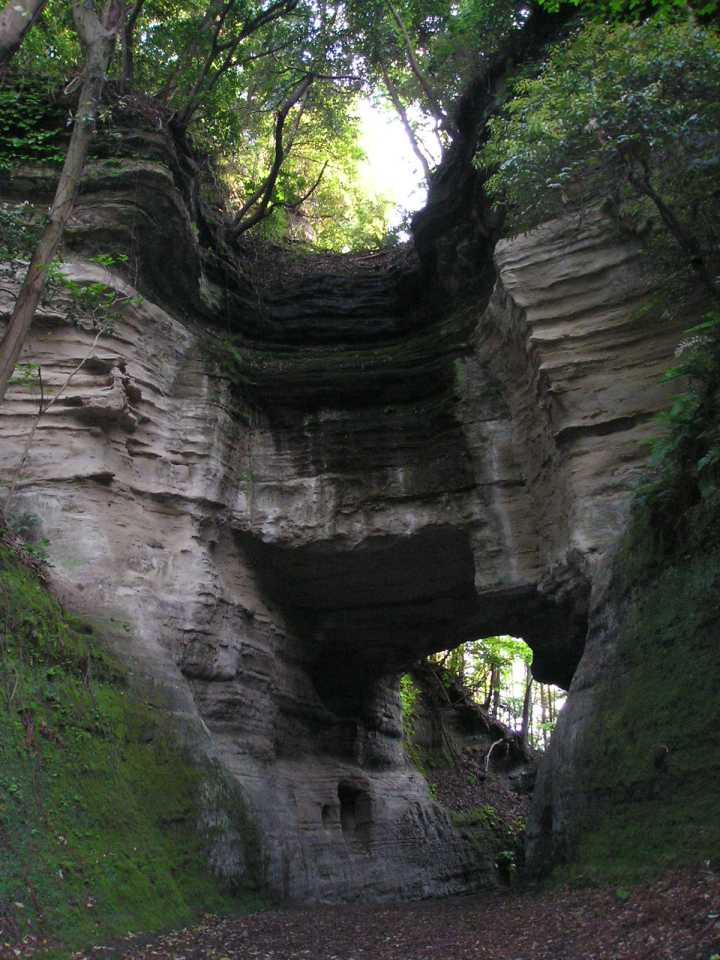
釈迦堂切通し
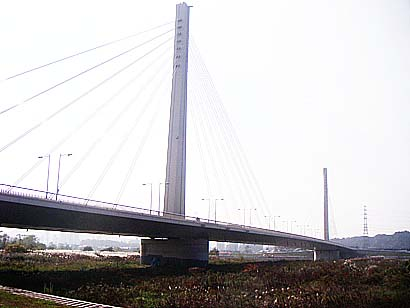
府中四谷橋
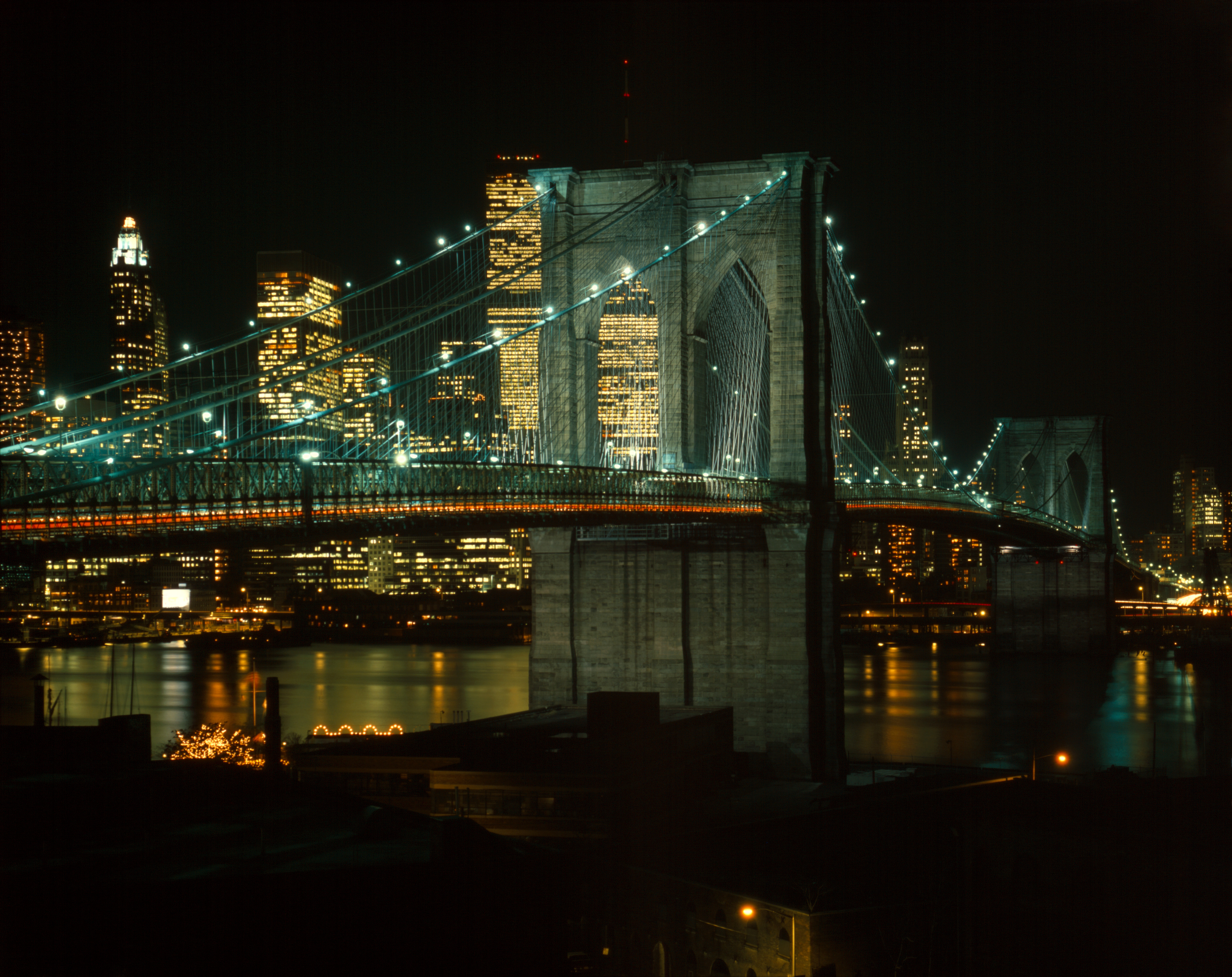
ブルックリン橋

## その他
- 誠人が使用するカメラは、キヤノン F-1。静流が使用していたカメラはキヤノン AE-1。
- 劇中で重要なアイテムとして登場する「ドーナツビスケット」はスタッフによる手作りである。設定としては「小麦で作った直径3センチぐらいのドーナツにシロップがついている感じ。さくっとした食感で、甘くておいしい」（松橋プロデューサー談）としてある。上映当時、「ステラおばさんのクッキー」で知られるアントステラとタイアップして限定発売された。
- 2008年8月にフジテレビの朝番組「めざましテレビ」番組サイト内の投票サイト「めざましランキングシアター」の「思いっきり泣ける映画」部門において本作が「タイタニック」(2位）「ニュー・シネマ・パラダイス」（3位）を抑えランキング1位となった。ネットを通じた投票で「上位にランキングされた映画を映画館（「ユナイテッド・シネマ豊洲」）で15日間限定で上映する」という旨が当初の発表であったが、「思いっきり泣ける映画」として実際に上映されたのは3位の「ニュー・シネマ・パラダイス」であった。

## コミカライズ
- 作画:吉野阿貴
- 2006年10月20日初版発行 ISBN 4091306500
  - 映画シナリオを基に漫画化。小学館「プチコミック」2006年8･9月号付録として掲載後、同社プチコミフラワーコミックススペシャルより単行本化。
  - 誠人、静流、みゆきにページの大半を割いており、関口など他の学友の出番はごくわずかとなった。本作での静流は、失踪後だけでなく、大学3年生のころにも1回、容姿の変更（少し大人びた感じに変化し、着用する眼鏡も一新）が加えられている。